# Gerhard Ertl (Regisseur)

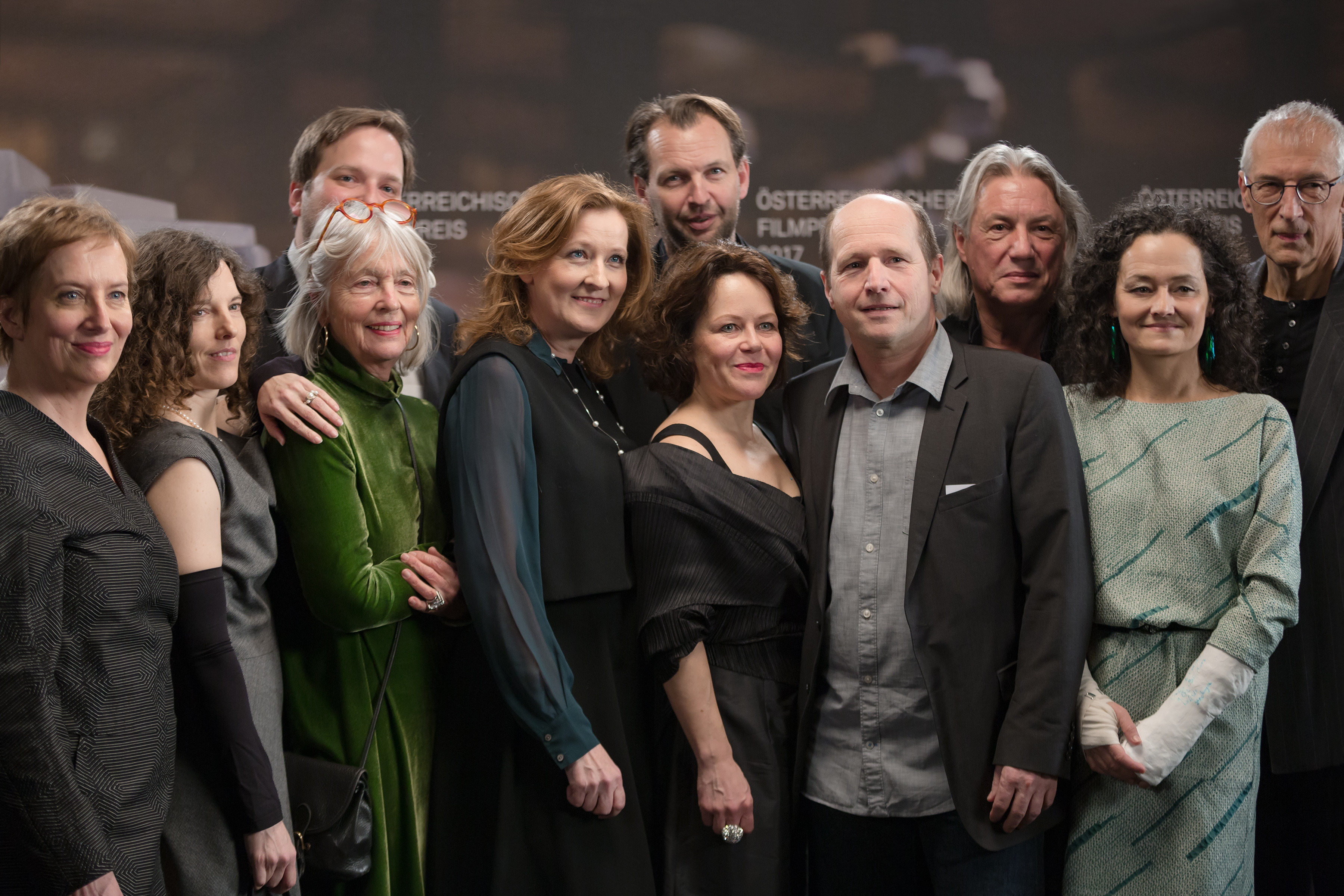
Gerhard Ertl (4.v.r.) Vorstandsmitglied der Akademie des Österreichischen Films (2017)

Gerhard Ertl (* 1959) ist österreichischer Regisseur, Drehbuchautor und Produzent.

## Leben und Wirken
Gerhard Ertl studierte Visuelle Gestaltung, Malerei und Graphik an der Kunstuniversität Linz sowie Soziologie an der Universität Linz.
Als Filmproduzent, Drehbuchautor, Filmregisseur und bildender Künstler arbeitet er seit 1987 mit Sabine Hiebler zusammen. Gemeinsam produzierten und inszenierten sie in den 1990er Jahren Avantgardefilme, die auf zahlreiche internationale Filmfestivals (Berlinale, New York Film Festival, Toronto u. v. m.) eingeladen und ausgezeichnet wurden.
Daneben stellten Hiebler/Ertl im Bereich der bildenden Kunst Foto- und Videoarbeiten unter anderem in der Neuen Galerie Graz, der Ars Electronica, im Kunsthistorischen Museum Wien und der Biennale de l´image Paris aus.
In der Folge wandten sich Hiebler/Ertl dem abendfüllenden Spielfilm zu.
Es entstanden die preisgekrönten Kinofilme „Nogo“, Anfang 80 und Chucks.
Gerhard Ertl war langjähriges Vorstandsmitglied des Verbands Filmregie Österreich und von 2011 bis 2013 Vorstandsvorsitzender.
Seit 2015 ist er Vorstandsmitglied der Akademie des Österreichischen Films.

## Filmographie

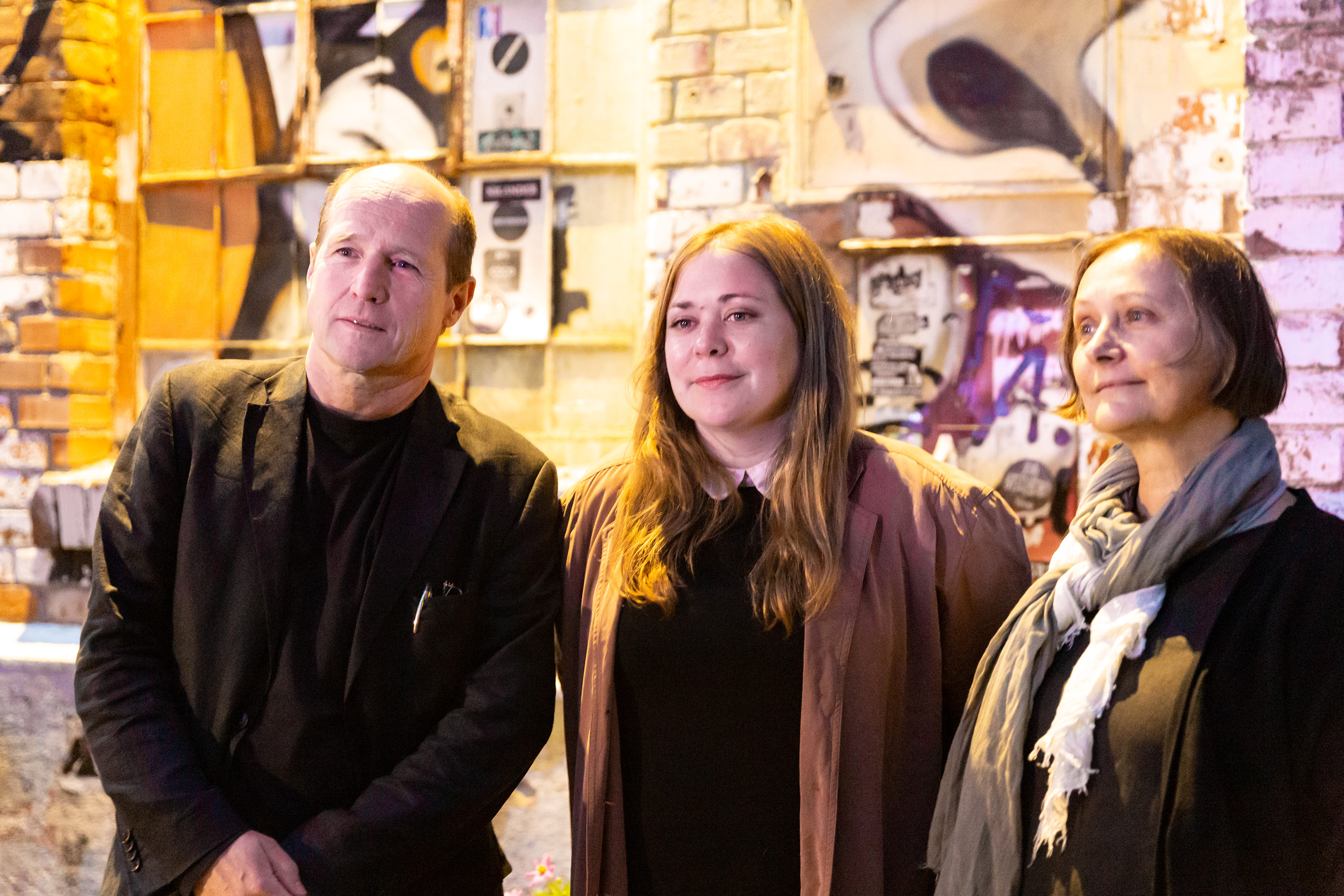
Gerhard Ertl mit Sabine Hiebler (r) und Stefanie Sargnagel (2021)

- 2024 80 Plus (Alternativtitel Toni und Helene)
- 2021 Sargnagel – Der Film, Regie/Buch/Koproduktion (mit Sabine Hiebler)
- 2015 Chucks, Regie/Buch/Koproduktion (mit Sabine Hiebler, nach dem Roman von Cornelia Travnicek)
- 2011 Anfang 80, Regie/Buch (mit Sabine Hiebler)
- 2002 Nogo, Regie/Buch
- 1998 Transcoder (Understanding Lydia), Buch/Regie/Produktion
- 1996 Komakino, Buch/Regie/Produktion
- 1995 Prost, Buch/Regie/Produktion
- 1994 Spot-Check, Buch/Regie/Produktion
- 1993 General Motors, Buch/Regie/Produktion
- 1992 Definitely Sanctus, Buch/Regie/Produktion
- 1991 Livingroom, Buch/Regie/Produktion
- 1990 Schönberg, Buch/Regie/Produktion
- 1990 Crossover 2, Buch/Regie/Produktion
- 1990 Crossover, Buch/Regie/Produktion
- 1990 Position Simultan, Buch/Regie/Produktion

## Auszeichnungen
- 2016 Prix du Jury Jeune für „Chucks“, Festival Univerciné Nantes
- 2016 Romy für „Beste Nachwuchsdarstellerin“ in „Chucks“
- 2015 Montreal World Film Festival – „Most popular Film of the Festival“ für „Chucks“
- 2013 Best Narrative Film für „Anfang 80“ („Coming of Age“) Wisconsin International Film Festival
- 2013 Österreichischer Filmpreis „Bester Schauspieler“ für Karl Merkatz in „Anfang 80“
- 2013 Santa Barbara International Film Festival – Best International Feature Film „Anfang 80“
- 2012 Zürich Film Festival – Deutschsprachiger Wettbewerb: Special Mention für „Anfang 80“
- 2012 Internationale Hofer Filmtage – Millbrook Drehbuchpreis für „Anfang 80“
- 2012 Montreal World Film Festival – Most popular Film of the Festival – für „Anfang 80“
- 2002 Thomas-Pluch-Drehbuchförderpreis für „Nogo“
- 2002 Diagonale-Preis für innovative Produktion für „Nogo“
- 2002 Variety Critics Choice für „Nogo“
- 2000 Landeskulturpreis Oberösterreich für Film
- 1995 Förderpreis für Medienkunst des Landes Niederösterreich
- 1993 Filmförderpreis des Bundesministeriums für Unterricht und Kunst